# Mohammed Bennis
 (février 2010).
Si vous disposez d'ouvrages ou d'articles de référence ou si vous connaissez des sites web de qualité traitant du thème abordé ici, merci de compléter l'article en donnant les références utiles à sa vérifiabilité et en les liant à la section « Notes et références ».
Pour les articles homonymes, voir Bennis.
Mohammed Bennis  (ar) محمد بنيس, est un poète marocain né en 1948 à Fès.
Il participe à la modernité poétique arabe et bénéficie, depuis les années quatre-vingt, d’un statut particulier dans la culture arabe. Bernard Noël écrit à son propos : « à côté d’Adonis et de Mahmoud Darwich, Mohammed Bennis a construit une œuvre qui ne doit qu’à la recherche patiente de sa propre justesse d’être devenue exemplaire au milieu de la langue arabe. Elle y porte déjà un avenir qui la rend fondatrice. »

## Biographie
Mohammed Bennis a suivi ses études universitaires à la Faculté des lettres Dhar El Mehraz à Fès, où il a obtenu, en 1972, la Licence en lettres arabes. Et, à la Faculté des lettres de Rabat, Université Mohammed-V, il a soutenu, en 1978, sa thèse de diplôme d’études approfondies (DEA) sous la direction de Abdelkébir Khatibi sur Zahira ash-shi’r al-mu’asir fi al-Maghrib (Phénomène de la poésie contemporaine au Maroc). Et, à la même Faculté, il a soutenu, en 1988, sous la direction de Jamel-Eddine Bencheikh, une thèse de doctorat d’État sur Ash-sh’r al-Arabi l-hadith(La Poésie arabe moderne, structures et mutations) en quatre volumes.
Il a publié ses premiers poèmes en 1968 dans le journal Al-Alam à Rabat. En 1969, il a envoyé ses poèmes au poète Adonis qui les a publiés dans le numéro 9 de la revue Mawakif. Il a également publié, en 1969, son premier recueil M'a Kabla Al Kala'm La Pré-parole.
En 1972, Il s’installe à Mohammedia et y enseigne la langue arabe. D'octobre 1980 à septembre 2016, il est professeur de poésie arabe moderne à la Faculté des lettres de Rabat, Université Mohammed V-Agdal. Et, depuis 2016, il se consacre entièrement à l’écriture.

## Œuvres
Auteur de presque une cinquantaine de livres, Mohammed Bennis a publié dix-neuf recueils de poèmes, d'œuvres poétiques – dont les dix premiers sont réunis en 2002 et publiés en deux volumes –  d'études sur la poésie marocaine et la poésie arabe moderne (les deux republiés en troisième édition en 2014), des études, des essais et des textes (Œuvres en prose réunies en 5 volumes et publiées en 2016) et des traductions. Il a notamment publié dans de nombreux journaux et revues du Monde arabe. Certains de ses textes ont été traduits et publiés dans des livres collectifs, des revues et journaux en plusieurs langues. Depuis 1995, des recueils et des livres de lui sont publiés en France, en Italie, en Espagne, en Turquie, en Macédoine et en Allemagne. Il écrit sur la peinture et réalise aussi des œuvres collectives, sous forme de tableaux, de livres et de porte-folios, dans les Pays arabes, en Europe, aux États-Unis et au Japon. Le Livre de l’amour, réalisé avec le peintre irakien Dia Azzawi, résidant à Londres, est le témoignage d’une aventure commune.
Tourné vers le dialogue et l’ouverture, Mohammed Bennis a participé à plusieurs rencontres internationales sur la poésie et la culture de notre temps. Il a également traduit des œuvres de langue française. Les œuvres essentielles traduites sont : La blessure du nom propre de Abdelkebir Khatibi ; La rumeur de l’air (œuvres poétiques), Le chemin d’encre, Le Livre de l’oubli, et Précis d'humiliation de Bernard Noël ; Tombeau d’Ibn Arabi suivi du recueil Les 99 Stations de Yale de Abdelwahab Meddeb; Un coup de Dés de Stéphane Mallarmé, publié dans une édition bilingue avec Isabelle Checcaglini et Bernard Noël; et L'archangélique de Georges Bataille; Comme l’amour, comme la vie, (Anthologie poétique) de Michel Deguy; Étoile distante (et autres textes poétiques), de Mostafa Nissabouri.

## Poésie et langue
Mohammed Bennis, depuis ses débuts, s’est interrogé sur la situation spécifique de la poésie en arabe dans le Maroc contemporain et sur le rapport entre la poésie et la langue. Cette interrogation, qui lui a permis d’ouvrir la voie vers la modernité et la liberté, depuis le début de la revue Attakafa el-Jadida (Culture nouvelle), est devenue la marque de son parcours poétique. Avec le temps, elle a pris une dimension radicale, pour embrasser la poésie, la culture, la modernité et la liberté, d’autant que l’interrogation ouvre la voie de la critique et de l’aventure.
Mohammed Bennis fut également conscient, depuis les années 1970, que la poésie marocaine arabe souffrait d’un traditionalisme pesant sur sa créativité, alors que la poésie marocaine de langue française s’orientait vers des directions novatrices de critique et d’aventure. Mais sa position vis-à-vis de la langue est, par contre, différente de celle des écrivains maghrébins francophones, parce que, selon lui, « la francophonie donne un nouveau souffle à la dépendance. » Alors qu’il rejette la politique de la francophonie (qui représente, pour lui, une forme de la mondialisation destinée à la recolonisation), il réserve au français une haute considération : « la langue française était le lieu d’une révolution poétique qui m’a ouvert le chemin de la liberté, et a donné à ma langue arabe une force poétique, la plus-value de toute modernité ».
Cette situation si complexe le pousse à constater l’urgence de la modernisation de la langue arabe au Maroc. Par là commence, en liberté totale, la modernisation d’une poésie et d’une culture. Il faut apercevoir dans cette démarche que ce n’est pas l’arabe qui est en jeu, mais sa modernisation qu’elle signale. Moderniser l’arabe est une impérative, par quoi Mohammed Bennis répond à ceux qui croient que l’arabe est une langue sacrée, une langue qui interdit toute modernité. Moderniser une langue, pour lui, veut dire, en premier lieu, la libérer de la tyrannie théologique, qui pèse sur une société et sa mentalité. En poésie, la modernisation conduit à déplacer la langue de la clarté à l’obscurité, du connu à l’inconnu et du possible à l’impossible. C’est ainsi que Mohammed Bennis s’est livré, dans ses diverses œuvres, à la modernisation de la langue, à la liberté d’expression s’appuyant sur les valeurs fondamentales de la modernité. Pour aboutir à un tel but, il a suivi, depuis sa jeunesse, les traces des poètes qui ont vécu pour moderniser leur langue, et ont fait de la vie humaine, dans ses secrets comme dans ses angoisses et ses illuminations, leur espace vital,.
À l’écoute du temps, Mohammed Bennis a pu approfondir, depuis les années 1990, sa réflexion sur le rapport entre la poésie et la langue. Ici encore, il a constaté, avec la mondialisation qui s’annonça vers la fin du siècle dernier, que l’abandon de la poésie est le paradigme de toutes les manifestations de la mondialisation : « « l’abandon de la poésie, aujourd’hui, est avant tout un abandon de la langue. Abandon pluriel, dont les confusions se multiplient, d’autant qu’il devient difficile de discerner la différence entre le temps de la mondialisation et la poésie ». Nous voici renvoyé, une fois de plus, à la place de la critique chez Mohammed Bennis. Dans ce contexte, et pour résister à cet abandon, il a formulé l’idée de l’appel à la promesse, afin de confronter, positivement, ce que la mondialisation encourage pour se passer et de la poésie et de la langue : « l'appel à la promesse, en tant que pensée poétique indispensable à toute existence humaine, se présente, aujourd'hui, à partir de la demeure du poème dans l'infini et l'inconnu de la langue ». Dans ce sens, le poème veille sur la langue. « Destin du poème, destin de la parole. Chacun des deux destins accompagne l’autre, dans un temps qui pousse la parole à se couper de soi, du même, de l’autre, et de l’avenir. » Il ajoute ailleurs, pour préciser le lieu que le poète choisit : « le poète écoute la voix du poème au poème, celle qui habite le poème, lui parlant, rappelant que le poème est la parole qui fait durer la parole. C’est l’écoute d’un poète amoureux de la parole à qui revient le mérite de faire durer la parole, langue de l’humain en nous et entre nous et ce qui nous permet d’être en commun dans le choix d’une vie et d’une mort ».
La poésie de Mohammed Bennis, qui appartient à cette langue de l’humain, est l’union créatrice des deux cultures : la culture arabe ancestrale, entre le Moyen-Orient, l’Andalousie et le Maroc, et la culture universelle. Cette poésie se base, à la fois, sur la mesure et la transe. Elle poursuit, recueil après recueil, la quête personnelle de la parole qui fait durer la parole, dans le secret que sauvegarde le poème, selon lui : « la nécessité de la poésie est cette vérité dont le poème garde le secret. C'est cet éclat qui fuse en un clin d'œil, voyageant en nous et par nous, vers ce qui n'a pas de fin ».

## Poétique de l’écriture
La poésie, pour Mohammed Bennis, est immanente à la langue. Il n’y a pas de poésie sans langue. Et le propre de sa poétique, qui consiste à travailler sur la langue, se concrétise dans l’écriture. Par le concept de l’écriture, il choisit une pratique textuelle plurielle (poésie, texte et essais) où langue, sujet et société sont mis en mouvement, l’un vers l’autre et l’un avec l’autre. Ce concept, qui a été utilisé et précisé, pour la première fois en 1981, dans « Manifeste de l’écriture », est emprunté des deux cultures, arabe et française. Mohammed Bennis présente l’écriture comme acte corporel qui réoriente le langage vers la reproduction des mots et l’interaction entre les mots, selon une mutation des règles de la construction du texte, d’une part, et selon une substitution du sens singulier par le sens pluriel, d’autre part. L’écriture qui est, dans l’une des définitions que lui donne Mohammed Bennis, une critique de la langue, du sujet et de la société « se fonde dans l’expérience et la pratique.». c’est-à-dire que « le sujet de l’écriture est matériel ». Elle naît au moment de la pratique de l’écriture, ni avant ni après.
Cette écriture, qui ne se sépare pas de son oralité, est destinée au partage dans la lecture comme dans l’audition. Ainsi est-elle en même temps « un acte libérateur », « amour sensuel ouvert sur la vie ». Ou elle est, plus loin encore, une « transe emportée par l’effacement ». Dans cette perspective, l’écriture abolit la distance entre le Je, le Tu, le Il, le Elle, laisse le passage ouvert entre les pratiques textuelles différentes, fait place à une intersubjectivié qui pousse le lecteur à changer sa passivité avec le poème et devenir actif dans la production du sens.
À partir du concept de l’écriture, Mohammed Bennis accorde une importance à sa propre construction du rythme. Car il y a sur ce point un véritable travail. Il s’agit de créer un lyrisme dynamique, qui place le corps et le sentir au centre du poème. De l’un de ses recueils à l'autre, les formes des poèmes et leur mise en page qu’ouvre sa poétique en attestent. Il écrit à ce propos : « la construction du poème, travaillé par l'infini de la subjectivité, par l'étranger et l'impur, subit des mutations imprévisibles. C'est ainsi que la parole poétique, écrite en marge de la littérature, ne cesse de déstabiliser la syntaxe, de dérouter l'image, de décomposer la métrique et de déformer l'ordre se disant propre, pur. Le chemin du poème est celui de l'impur, où vision et invisible se conjuguent. Ce passage de la graine de l'ivresse se concrétise dans le poème. Et voici l'impur porter, dorénavant, le signe du pur, du beau et de l'inconnu ». C’est ainsi que le poème donne à la parole, au moment où la culture de la consommation et de l’information fait ravage et les destructions de l’humain triomphent, « non ce qui exprime, mais ce qui crée à moi et à toi, une naissance renouvelée, création humaine, infinie, de la parole ».
Le poème, pour Mohammed Bennis, est un accompagnateur qui guide, avec extase, les solitaires dans la soif de leur départ sans fin vers le beau et le libre. « Ce qui signifie l'interaction du souffle entre le poète et les autres dans et avec le monde ». Pour ce, il ne cesse de rappeler l’essentiel dans la poésie, à savoir la nécessité d’être l’émergence de voix pures, qui veillent sur l’inconnu. Le poète ne peut rester fidèle à cet objectif que s’il s’engage dans une pensée de la résistance à chercher, dans le poème : « C'est la résistance du poème face à l'abandon de la langue ». Un poème qui tend à conserver à la parole, notre parole, sa possibilité de continuer à vivre en nous et entre nous. « Ceci est la parole qui fait durer la parole, humaine, langue de l’infini et de l’inconnu. »
L’écriture, dans ce sens, se méfie de la dualité du poème en vers et du poème en prose. Le degré de l’implication du corps dans la prose de Mohammed Bennis n’est pas inférieur à celui de sa poésie. Il n’y a pas de différence entre poésie et prose, dans son écriture, que par la spécificité des formes que le poète respecte. La construction du texte s’appuie, dans les deux cas, sur une unité ouverte, avec des frontières inconnues, qui viennent de l’avenir. Et dans le principe rythmique (visuel et acoustique) de cette construction, se développe un désir ardent à inventer autant de systèmes personnels, non reçus. C’est ce que nous découvrons, par exemple, dans ses recueils comme dans ses textes qui portent le titre de Chataha’t Li’montassafi Annahar (Transes pour midi), Al O’ubour il’a dhifaf Zarka’e (Traversée vers la rive bleue) ou Kalam al- Jassad (parole du corps).
Une poétique de l’écriture pour la modernisation et de la langue et de la poésie arabes. Elle est décrite par Jamel Eddine Bencheikh de la manière suivante : « Bennis exploite toutes les ressources de sa langue. Il varie les rythmes, joue des espacements et des dispositions strophiques, donne à son poème, sur la page blanche, des formes qui traduisent le mouvement des significations […] Mais toujours la vision s’approfondit en quête d’espérance. » Elle est la même méthode qu’un poète comme Claude Esteban déchiffre dans deux séries de poèmes, Vin : « Bennis qui connaît ces mélodies crépusculaires, s’en éloigne résolument, il veut, à l’instar de Rimbaud, que la liqueur noble donne aux « travailleurs », en vérité à ceux qui peinent et qui avancent, et la force et la paix : qu’elle mélange les souffles, qu’elle illumine et qu’elle ruisselle : qu’il y ait partout des perles, des joyaux, c'est-à-dire un univers sans ombres, sans interdits, sans démons cachés ».

## Poète dans la cité
Mohammed Bennis, qui a franchi la frontière des soixante-douze ans, témoigne du rôle du poète dans la cité. Conscient de ce rôle, il adhère, en 1970, à L’Union des écrivains du Maroc, et il y devint, en 1973, membre du bureau exécutif. Quand il a observé la dépendance du culturel au politique, il dénonça cette dépendance et quitta définitivement l’association. Il fonde, en 1974, avec Mostafa Mesnaoui, la revue Attakafa el-Jadida (La Culture nouvelle) qui a joué un rôle actif dans la vie culturelle au Maroc. Cette revue sera interdite en janvier 1984, pendant les émeutes de Casablanca. L’interdiction de la revue l’a amené à relever le défi et à créer, en 1985, avec des amis écrivains et universitaires, Mohammed Diouri, Abdeltif Menouni et Abdeljalil Nadem, les Éditions Toubkal., dans le but de participer à la modernisation de la culture au Maroc. Mohammed Bennis est également, en 1996, membre fondateur, avec Mohammed Bentalha, Hassan Nejmi et Salah Bousrif, de la Maison de la Poésie au Maroc et son président (1996-2003). Il a adressé en 1998 un appel à Federico Mayor, directeur général de l’Unesco, en faveur d’une Journée mondiale de la poésie. Grâce à cette initiative, le 15 novembre 1999, l'Unesco a décidé de proclamer le 21 mars, Journée mondiale de la Poésie. Et lorsque le politique s’est emparé de la Maison de la poésie au Maroc, il publia une lettre ouverte qui porte le titre de « La peur du sens ». Et en harmonie avec ses prises de positions pour la liberté, il est l’un des signataires du « Manifeste pour la démocratie », publié par des intellectuels Marocains, à l’occasion de la révision de la Constitution et en réponse à la demande du « Mouvement du 20 février »Membre de l’antenne marocaine du mouvement BDS, pour le boycott culturel d’Israël.

## Présence
Mohammed Bennis participe, depuis les années 1970, aux festivals de la poésie arabe, et, depuis 1980, à de nombreux festivals de poésie tant en Europe, au Canada, aux États-Unis qu'en Amérique latine, en Turquie, en Chine et en Inde.
Des hommages lui ont été rendus par « L’association des études littéraires à Sfax » en Tunisie, en 1991, par « L’association Lumières de Sous » à Agadir, au cours de la même année, le Centre méditerranéen des études et de recherches à Tanger en 2006, L’Institut français de Tanger en 2012, l’Association Maghrébine de la pensée et de la création en Tunisie, en 2014, Moussem culturel international d’Assilah, en 2016, le Festival de la poésie arabe à Mehdia, Tunisie, en 2016, Le ministère Espagnol de la culture, à l'occasion du salon international du livre de Casablanca, en 2019, L’Académie du Royaume du Maroc à Rabat, en 2021 et Le Ministère de la culture au Maroc en 2023.
Aussi, des journées d’études ont été consacrées à son œuvre par l'Association des jeunes chercheurs en langue et littérature à la faculté des lettres de Meknès en 2006, et le Cercle des gens de lettres du Maroc à Rabat, au cours de la même année.
La Maison de la Poésie à Paris lui a organisé un récital de poésie le 21 mars 2017, Journée mondiale de la poésie.
Les travaux de la Journée de Meknès sont publiés dans un livre qui porte le titre de Mohammed Bennis : Le Corps et l’écriture. Il est édité par l’association des jeunes chercheurs dans la langue et la littérature, Faculté des lettres, Meknès, 2007. Des dossiers consacrés à lui dans : ARS, en Albanie, en, Al Shouara, Poet’s, revue culturelle trimestrielle de la Maison de la poésie à Ramallah, Palestine, no 28-29, printemps - été 2006. Banipal, Magazine of Modern Arab Literature, no 29, Londres, été 2007. Le supplément Akhbar al-Adab, dossier al Boustane (le jardin), sous le titre de « Mohammed Bennis : Naufrage dans les mers profondes », no 876, Le Caire, 2 mai 2010. Rivista Poesia e Spiritualità, dossier « Residenza di Scrittura », anno II, Numero 4, Milan, 2010, La revue littéraire mensuelle europe (Paris) a publié dans son numéro 1015& 1016, novembre/ décembre 2013, un long dialogue avec lui, conduit par Jacques Ancet sous le titre de « Les plis infinis de la parole», Les interventions de la journée de l’hommage à L’Académie du royaume du Maroc à Rabat, sont publiées dans l’ouvrage qui porte le titre de Poésie et Liberté, en 2022.

## Prix et distinctions
Mohammed Bennis se voit décerner :
Le prix du Maroc du livre en 1993 pour son recueil Le Don du vide.
Le primio Calopezzati de la littérature méditerranéenne lui a été décerné en 2006, pour le même recueil, dans sa traduction italienne par Fawzi Al Delmi est parue en 2000, sous titre Il Dono del Vuoto, aux Edzioni San Marco dei Giustiniani, à Gênes, en Italie.
Le prix Grand Atlas Maroc de traduction (Rabat) lui a été décerné en 2000 pour son recueil Fleuve entre deux funérailles, traduit en français par Mostafa Nissabouri et publié aux Éditions L’Escampette à Bordeaux en 2003.
Il Primeo Feronia International pour la littérature en 2007,
Al Owais Awards (Dubaï) (le prix Al Owais) pour l’ensemble de son œuvre poétique lui a été décerné en 2008.
Il Letterario Internazionale Ceppo Pistoia piero Bigongiari (le prix littéraire international Ceppo de Pistoia Piero Bigongiari) en 2011 pour son livre Il Meditteraneo e la parola, publié en 2009 dans une traduction de Francesca Corrao et Maria Donzelli, chez Donzelli Editore à Rome,
Le prix français Max Jacob étranger en 2014 pour son recueil Lieu Païen, traduit de l’arabe par Bernard Noël. en collaboration avec l'auteur et publié aux éditions de L’Amourier en 2013, par L’Association les Amis de Max Jacob [archive].
Le prix de la création arabe en 2018, pour l’ensemble de son œuvre poétique, par Le Forum culturel libanais en France.
La France lui attribué en 2002 la distinction de chevalier des Arts et des Lettres.
Le Président de l’État de Palestine lui a également attribué en 2017 la distinction de Médaille de la culture, la création et des arts.
Il est, depuis 2006, membre d’honneur de l’Association mondiale de haïku (World Haiku Association) au Japon. 

## Dernières publications
En arabe : Al Mouj'az fi Al Ihan'a (Précis d’humiliation), textes politiques de Bernard Noël traduits en arabe ; Œuvres en prose (5 volumes) Al A'malou l'nathria (Œuvres en prose), (5 volume) : 1 Sur l’écriture et la modernité ; 2. La poésie au temps de la non-poésie ; 3. Partager les jours ; 4. Langue des résistances ; 5. Suprématie de la marge, 2016. Hada' al Azrak (Ce bleu) (poèmes); Daou’e al-atama’t (Lumières des tenèbres), anthologie poétique personnelle; Andalus Achou’ara’e, (L’Andalousie des poètes) anthologie de poésie et de prose, 2018, Qu’al’houbbi, Qu’alhayat, (Comme l’amour, comme la vie), anthologie poétique de Michel Deguy, traduite en arabe, 2018, Yaqad’atou assam’t (Éveil du silence) recueil de poèmes , 2020; Falasti’n Dh’akiirat am mouk’awa’ma’t  (Textes) (La Palestine, Mémoire des résistances), 2021; Najma’ Na’iy’a wa qassa’id ou’khra’ (Étoile distante (et autres textes poétiques)), 2023; Ach’ir wa Ch’arr fi achi’ria’ al arabi’a (essais) (La poésie et le mal  dans la poétique arabe); Hawa’en Bayn’an’a (poèmes) (Un air entre nous), 2024.
En français : Vers le bleu (poèmes), traduit par de Bernard Noël en collaboration avec l’auteur; Lieu païen (poèmes), traduit par Bernard Noël en collaboration avec l’auteur; Vin (poèmes) traduction de l’auteur en collaboration avec Mostafa Nissabouri 2020; Droit à la poésie (essais), traduction de l’auteur, 2021.
En allemand : Mohammed Bennis / Ilma Rakusa, Die Minzeer blüht in der Minze, Arabische Dichtubg, der Gegenwart, Carl Hanser Verlag, München, Germany, 2007; Die Gabe der Leere, Édition Lyrik Kabinett, Bei Hanser, München, Germany, 2012.
En turc : Muhammed Bennis, aşkin kitabi, Türkçesi Mehmet Hakkı Suçin, KirmiziYayinlari, Istanbul, 2015.
En espagnol : Un río entre dos funerales (poemas), traducción de Luis Miguel Cañada, Icaria editorial, Barcelona, 2010. Vino, (poemas), preliminar, traducción y notas de Federico Arbós, ediciones del oriente y del mediterráneo, Madrid, 2015; Libro del amor, traducción de Federico Arbós, ediciones e.d.a, Málaga; 2017.

## Antholgies
- 2017, Daou’e al-atama’t (Lumières des tenèbres), anthologie poétique personnelle, L’Institution générale des palais de la culture, Le Caire.
- 2018, Andalus Achou’ara’e, (L’Andalousie des poètes) anthologie andalouse de poésie et de prose, Centre arabe du livre, Casablanca-Beyrouth.
- 2020, Nafida’ Chi’bh Maftouh’a (Fenêtre presque ouverte), 2020.

### Livres en arabe

#### Poésie
- 1969, Makabla l-Kalam (La pré-parole)  (poèmes) ;
- 1972, An al-ittéhad wa’l-farah (Sur l’oppression et la joie)  (poèmes) ;
- 1974, Wajhou’n mouta’wahhijou’n abra imtidadi azzaman (Visage éternellement incandescent) (poèmes) ;
- 1980, Fi Ittijah sawti’ka l-amoudi, (Vers ta voix verticale)  (poèmes) ;
- 1985, Mawassim’ou al-sharq, (Les Moussems de l’Orient)  (poèmes) ;
- 1988, Warakatou l-baha’e, (Feuille de la splendeur)   (poèmes) ;
- 1992, Hibatou l-faragh, (Le Don du vide)  (poèmes);
- 1994, Kitabou l-houb (Le livre de l’amour) (œuvre poétique et artistique collective en collaboration avec le peintre Dia Azzawi – Édition originale) :
- 1995, Kitab al-houb, (Le livre de l’amour)   (poèmes), (édition courante) ;
- 1996, Al- Makanou l-wathani (Le lieu païen)   (poèmes) ;
- 1999, Nabidh (Vin), deux séries de poèmes (bilingue en arabe et en français, arabe et espagnol), traduction collective, Royaumont ;
- 2000, Nahr’un bay’na jana’zatai’n (Fleuve entre deux funérailles) (poèmes) ;
- 2002, Al-A’amalou l-chi’ria (Œuvres poétiques) (deux volumes) ;
- 2003, Nabidh (Vin) (poèmes) ;
- 2007, Hounaka tabk’a (Là-bas tu restes) (poèmes) ;
- 2011, Sab’atou touyour (Sept oiseaux) (poèmes) ;
- 2015,  Hada al Azrak (Ce bleu) (poèmes);
- 2017, Daou’e al Atama’t, Lumière des obscurités, choix de poèmes;
- 2020, Yaqad’atou Assam’t (Éveil du silence), (poèmes);
- 2024, Hawa’en Bayn’an’a (Un air entre nous) (poèmes).

#### Études et essais
- 1979, Zahira ash-shi’r al-mu’asir fi l-Maghrib (Phénomène de la poésie contemporaine au Maroc) (étude);
- 1985, Hadathat’u assou’al (Modernité de l’interrogation)(essais);
- 1989-1991, Ash-sh’r al-Arabi l-hadith, biny’a touhou wa ibda’la’touha (La poésie arabe moderne, structures et mutations), (étude en 4 volumes);
- 1994, Kitanba’tu l-Mah’ou’e  (L’Écriture de l’effacement), (essais et textes sur la poésie et la modernité);
- 2007, Al- Haq fi Achi’ir (Droit à la poésie), (essais);
- 2023, Ach’ir wa Ch’arr fi achi’ria’ al arabi’a, (La poésie et le mal dans la poétique arabe) (essais).

#### Textes
- 1996, Chataha’t li’montassafi annahar (Transes pour midi), (livre biographique);
- 1998, Al-Oubou’r ila dhifa’f ourkhra’e (Traversée vers des bords bleus), (textes);
- 2004, Al-Hadatha l-ma’atouba, (Modernité en panne), (journal culturel);
- 2010, Kalamou l-jassad (Paroles du corps), (textes);
- 2012, Ma’a Asdiqa’e (Avec des amis), (textes);
- 2021, Falasti’n Dh’akiirat am mouk’awa’ma’t (La Palestine, Mémoire des résistances), (textes).

#### Œuvres
- 2002, Al A’amalou l-chi’ria (Œuvres poétiques) (deux volumes), Al Mou'assassa Al Arabia, Beyrouth- Dar Toubkal, Casablanca ;
- 2016, Al A'malou l'nathria (Œuvres en prose), (5 volume) : 1 Sur l’écriture et la modernité ; 2. La poésie au temps de la non-poésie ; 3. Se partager les jours ; 4. Langue des résistances ; 5. Suprématie de la marge.

#### Traductions
- 1980, Al-Ism al-arabi’e l-jarih (Blessure du nom propre), essai de Abdelkébir Khatibi :
- 1997, Al-Ghourfatou l-fa’righa (La chambre vide), poèmes de Jacques Ancet :
- 1998, Hassissou l-hawa’e (La rumeur de l’air), œuvres poétiques de Bernard Noël :
- 1999, Qa’br ibn Arabi yali’h aya’e (Tombeau d’Ibn Arabi suivi de 99 Stations à Yale), deux recueils de Abdelwahab Meddeb :
- 2002, Al-Islam assia’si (La Maladie de l’Islam), étude de Abdelwahab Meddeb, traduction en commun avec l’auteur ;
- 2007, Rami’atou nard  (Un coup de Dés), poème de Stéphane Mallarmé
- 2010, Al-Kodossi (L’Archangélique), poèmes de Georges Bataille.
- 2013, Ta’rikou l-midad (Le chemin d’encre) poèmes de Bernard Noël.
- 2013, Kitab Annisi’an (Le livre de l’oublie) de Bernard Noël.
- 2016, Al Mouj'az fi'l Ihana (Précis d'humiliation) de Bernard Noël, écrits politiques, Éditions Toubkal, Casablanca.
- 2018, Qu’al’houbbi, Qu’alhayat, (Comme l’amour, comme la vie), anthologie poétique de Michel Deguy, traduite en arabe
- 2023, Najma’ Na’iy’a wa qassa’it ou’khra’ (Étoile distante et autres textes poétiques), (poèmes).

### Traductions

#### En français
- 1995, Anti-journal de la métaphore, Jean-Michel Place, Saint-Denis.
- 1999, Le Don du Vide (poèmes), traduction de Bernard Noël en collaboration avec l'auteur, l›Escampette, Bordeaux, 2e édition, 2003 ;
- 1999,Vin (deux séries de poèmes) traduction collective, Royaumont ;
- 1999, Désert au bord de la lumière (poème), traduction de Abdelwahab Meddeb, Al Manar, Paris ;
- 2000, Chant pour un jardin de l'eau (poème), traduction d’Abdellatif Laâbi, les petits classiques du grand pirate, Paris ;
- 2003, Fleuve entre deux funérailles (poèmes), traduction de Mostafa Nissabouri, l›Escampette, Bordeaux ;
- 2008, Le Livre de l’amour (poèmes), traduction de Bernard Noël, en collaboration avec l’auteur, Éditions Al Manar, Paris :
- 2010, Feuille de la splendeur (poèmes), traduction de Mounir Serhani, revue par Bernard Noël en collaboration avec l’auteur, Cadastre8zéro éditeur, France ;
- 2010, L’Obscur dans les mots (poèmes), en commun avec Bernard Noël, interventions originales par Joël Leik, Éditions Al Manar, Paris.
- 2011, Un autre bout du bleu (poèmes), traduit par Bernard Noël en collaboration avec l'auteur, 21 exemplaires, avec des encres ou monotypes de Philippe Amrouche, Émérance 2011;
- 2012, Vers le bleu (poèmes), traduction de Bernard Noël en collaboration avec l’auteur, Résidence de l’Arbre à paroles, Belgique;
- 2013, Lieu païen (poèmes), traduction de Bernard Noël en collaboration avec l’auteur, L’Amourier éditions, Coaraze, France;
- 2020, Vin (poèmes) traduction de l’auteur en collaboration avec Mostafa Nissabouri;
- 2021, Droit à la poésie (essais), traduction de l’auteur.

#### En italien
- 2001, Il Dono Del Vuoto, Traduction de Fawzi Al Delmi, Edizioni San Marco dei Guistiniani, Genova.
- 2009,Il Mediterraneo e la parola, Viaggio, poesia, ospitalita, a cura di Francesca Corrao e Maria Donzelli, Saggine, Donzelli editore, Rome.

#### En espagnol
- 1999,Vino, Dos series de poemas, Traducidos del arabe, Traduccion colectiva, Royaumont, France;
- 2006,El Don del Vacio, poemas, traduction Luis Miguel Canada, ediciones del oriente y del meditarraneo, Madrid;
- 2010,Un rio entre dos funerales, Traducion Trducion Luis Miguel Canada, ediciones Icaria, Poesia, Barcelone;
- 2015, Vino, (poemas), preliminar, traducción y notas de Federico Arbós, ediciones del oriente y del mediterráneo, Madrid;
- 2017, Libro del amor, traducción de Federico Arbós, ediciones e.d.a, Málaga.

#### En allemand
- 2007, Mohammed Bennis/Ilma Rakusa,  Die Minze erblüht in der Minze , Arabische Dichtubg, der Gegenwart, Carl Hanser Verlag, München, Germany;
- 2012, Mohammed Bennis, Die Gabe der Leere, Édition Lyrik Kabinett, Bei Hanser, München, Germany.

#### En turc
- 2008, Muhammed Bennis, aşkinkitabi, TürkçesiMetinFindikçi, KirmiziYayinlari, Istanbul.
- 2009, Muhammed Bennis, şarap, TürkçesiMetinFindikçi, KirmiziYayinlari, Istanbul.
- 2015, Muhammed Bennis, aşkin kitabi, Türkçesi Mehmet hakkisuçin, KirmiziYayinlari, Istanbul.

#### En chinois
- 2015, 穆罕默德•貝尼斯, 沉默, International Poetry Nights in Hong Kong.

### Des poèmes et des textes traduits en français
- 1970, Mohammed Aziz Lahbabi, Florilège de la poésie arabe et berbère, Alger
- 1976, Tahar Ben Jelloun, La mémoire future, anthologie de la nouvelle poésie du Maroc, François Maspero, Paris
- 1982, Pour Abdellatif Laâbi, la table rase/nouvelle édition rupture, Paris
- 1989, Poésie du Proche-Orient et de la Grèce, Atelier européen, mars 1990, Édition Asfar, Paris
- 1993, Pour Rushdie, cent intellectuels arabes et musulmans pour la liberté d'expression, La Découverte, Paris,
- 1994, Michel Treuler, Désert Marocain Les Sculptures du Vent, Solibel, Bruxelles.
- 1995, Qu'est-ce que la poésie?, textes réunis par Bernard Noël, Éditions Jean Michel Place, Paris
- 1995, Éluard, Cent ans, "Je t'appellerai visuelle", Peintres et poètes d'aujourd'hui, Paris
- 1995, Algérie, Textes et dessins inédits, éditions Le Fennec, Casablanca
- 1997, Alain Bourdon et Dider Folléas, Casablanca, Fragments d'imaginaire, textes et photographies, Éditions Le Fennec, Casablanca
- 1998, Pour Alberto, Hommages, L'escampett
- 1999, Le Poème arabe moderne, anthologie établie et présentée par Abdul Kader El Jananbi, Maisonneuve & Larose, Paris
- 2000, Bernadette Griot-Cullafroz accompagnée par Marline Cribier, Dans les bruits du monde, Le Hêtre pourpre éditeur
- 2000, Le Maroc en Mouvement, créations contemporaines, Sous la direction de Nicole de Pontcharra et Maâti Kabbal, Maisonneuve & Larose, Paris
- 2000, L'Imaginaire méditerranéen, textes réunis et présentés par Pierrette Renard et Nicole de Pontcharra, Maisonneuve & Larose, Paris
- 2001, Anthologie de la poésie marocaine, Didier éditeur, Paris
- 2001, Poésie 1, Dossier de la Poésie Arabe Contemporaine, présenté par Abdelkader EL Janabi, no 27, :
- 2002, Bernard Noël, Écrire – Voir, Centre Joë Bousquet et son temps
- 2003, Lire en fête, Histoires de lecture, ministère de la Culture et de la Communication, Paris
- 2004, Jean Colas, Rimbaud après Rimbaud, Textuel, Paris
- 2005, Abdellatif Laâbi, La Poésie marocaine, de l’indépendance à nos jours, éditions La Différence, Paris
- 2006, Mohammed El Amraoui avec Catherine Charruau, Anthologie de la poésie marocaine contemporaine, Bacchanales, Maison de la poésie Rhône-Alpes
- 2008, Bernard Noël : le corps du verbe, Colloque de Cerisy sous la direction de Fabio Scotto, ENS éditions, Lyon
- 2009, La Nouvelle Méditerranée, Conflits et coexistence pacifique, sous la direction de Dominique Bendo-Soupou, L’Harmattan Italia, Turin
- 2010, Port Tanger Med, TMSA Éditions, Casablanca
- 2010, Voix de la Méditerranée, anthologie 2010, Éditions associatives Clapas, France
- 2010, Les Poètes de la Méditerranée, anthologie éditée par Egal Errera, Poésie / Gallimard et Culturesfrance
- 2011, Bernard, Europe (revue), Bernard Noël, janvier-février
- 2013, Alain Freix, Entretien avec Mohammed Bennis, Bazilic, Gazette de l’association des amis de l’Amourier, Nice, no 44, mai, p-p. 2-4
- 2013, Sept oiseaux, Europe (revue), Littérature du Maroc, novembre-décembre, no 1015-1016 ;
- 2013, Dans les plis infinis de la parole (entretien réalisé par Jacques Ancet), Europe (revue), Littérature du Maroc, novembre-décembre, no 1015-1016.
- 2015, La Traductière (revue), Paris, no 33
- 2016, L’invitation du port, Po&sie, (revue) No 155, 1er trimestre 2016, Paris
- 2016, Mallarmé et la culture Arabo-islamique, Études Stéphane Mallarmé (revue), No 3, 2016, Classique Garnier, Paris.
- 2017, La poésie amoureuse arabe et la passion pour l’autre (essai), revue Po&sie, no 160-161, 2e et 3e trim, 2017 ;
- 2018, Pour une modernité en mouvement : pour une culture marocaine moderne en langue arabe, in Maroc : La guerre des langues? Editions en toutes lettres, Casablanca ;
- 2018, Écrire Le Livre (al-Kitâb) (essai), NUNC (revue), no 45, juin 2018 ;
- 2018, Le portrait de Paul Valery (poème), in Peinture et poésie, les peintres vus par les poètes, Catalogue anthologique de la collection des peintres, Musée Paul Valéry, Sète, France.
- 2019, Orphée à Tanger, (poème), Le Courage (revue), N°5, Grasset, Paris.
- 2019, Presque, (poèmes), Po&sie (revue), N°169.
- 2019, La nuit des lettres (poème), apulée, (revue) n°4, les éditions Zulma, Paris.
- 2019, Une modernité en mouvement : pour une culture marocaine moderne en arabe, in Maroc : les langues de la discorde, Sous la direction de Touriya Fili-Tullon, UCA éditions, Université Grenoble Alpes, Grenoble.
- 2021, Vibrations de l’individuel, préface de 50 ans d’arts visuels au Maroc 1956-2006, Éditions Afric Arts, Casablanca.
- 2021, S’élève la vie (poème), Le droit de vivre, Ajial, Éditions La croisée des chemins, Casablanca.
- 2021, Silence, Frivolité (poèmes) in Anthologie de la poésie mondiale, Éditions Caractères, Paris.

### Publications en bilingue (français-arabe)
- 1999, Vin, deux séries de poèmes, traduction collective, Royaumont
- 2007, Rami’atou nard (Un coup de dés), poème de Stéphane Mallarmé, Ypsilon éditeur, Paris
- 2010, Feuille de la splendeur (poèmes), traduction de Mounir Serhani, revue par Bernard Noël en collaboration avec l’auteur, Cadastre8zéro éditeur, France
- 2012, Vers le bleu  (poèmes), traduction de Bernard Noël en collaboration avec l’auteur, Résidence de l’Arbre à paroles, Belgique

### Œuvres avec des artistes
- 1993, Hibat al Faragh (Le don du vide) œuvre artistique par Ahmed Jarid.
- 1994, Kitabou l-houb (Le livre de l’amour) (œuvre poétique et artistique collective en collaboration avec le peintre Dia Azzawi – Édition originale);
- 1997, Le Blanc. Espacé. Haut. Cahier poème et photos avec Nabil Mahdaoui, ed. Institut français de Casablanca-éd. Le Fennec, Casablanca ;
- 1999, Nuage, avec dessin de Bernard Noël, L’attentive, France.
- 1999, Désert au bord de la lumière, poème accompagné par Mehdi Qotbi, Al Manar, Paris, France ;
- 2002, Frère de la solitude, œuvre poétique et artistique avec Frédéric Benrath, France ;
- 2003, Lam yabda’i l’ghabach (Le petit matin n’a pas encore commencé), œuvre poétique et artistique avec Tibari Kantour, Rabat.
- 2004, Haiku, Higas par Kuni Shimizo, Tokyo, Japon ;
- 2005, Des étoiles sur le chemin des restes, poème accompagnés de dessins de Colette Deblé, France ;
- 2006, Sept oiseaux, poème illustré par Guerryam, La Touche, France ;
- 2006, Haiku, Higa par Kuni Shimizo, Tokyo, Japon ;
- 2010, L’obscur dans les mots (avec Bernard Noël) avec intervention originale de Joël Leick, Al Manar, France ;
- 2011, Un autre bout du bleu, œuvre poétique et artistique avec Philippe Amrouche, France ;
- 2011, Chant pour le jardin de l’eau, Œuvre poétique et artistique avec Guerryam, France ;
- 2013, Nuit du rubis, œuvre poétique et artistique (encres) avec Rodrigue Marques de Souza, Manière noire éditeur, France.
- 2016, Près de tes doigts, Haikus traduit de l'arabe par Abdellatif Laâbi avec des peintures de Philippe Amrouche, Éditions Émérance